# 小行星8104
小行星8104（英語：8104 Kum阿莫尔型小行星i）是一颗围绕太阳公转的小行星。1994年1月19日，小林隆男在大泉町发现了此天体。
这颗小行星的绝对星等为342.89248等。